# حسین کرمانی
حسین کرمانی (۱۳۰۹  – ۱۴۰۰) نماینده مردم آباده در اولین دوره مجلس شورای اسلامی بود که از سمت خود استعفا داد.

## زندگی‌نامه
حسین کرمانی در ۱۳۰۹ در داراب به دنیا آمد و در سن ۱۵ سالگی وارد حوزه علمیه داراب و بعد از آن حوزه علمیه شیراز شد. وی در سال ۱۳۲۰ به قم رفت و دوره سطح را در قم گذراند. از استادان او می‌توان به سیدحسین طباطبایی بروجردی و روح‌الله خمینی و سیدمحمدرضا موسوی گلپایگانی اشاره کرد.

## فعالیتها
کرمانی ابتدا به عنوان نماینده بروجردی و سپس گلپایگانی در قروه حضور داشت و از مخالفان سر سخت بهائیت بود و علیه این آیین و در آنجا فعالیت می‌کرد. وی سپس در سال ۱۳۴۸ در ادامه فعالیتهای تبلیغی خود به دستور گلپایگانی به آباده و سپس لنجان رفت و بعد از آن هم برای مدت ۴ سال در هند اقامت داشت.    وی پس از آن برای مدتی در ایران بود و دوباره به هندوستان برگشت و در دوران انقلاب ۱۳۵۷ در هند بود. وی پس از پیروزی انقلاب و در سال ۱۳۵۸ به عنوان نماینده رهبر انقلاب به قروه رفت و سپس به عنوان نماینده روح‌الله خمینی در کردستان منصوب شد. پس از آن در انتخابات اولین دوره مجلس شورای اسلامی شرکت کرده و به عنوان نماینده مردم داراب در مجلس انتخاب شد.اما پس از مدتی از نمایندگی مجلس استعفا داد. او در بهمن ۱۳۶۰ به عنوان نماینده حسینعلی منتظری برای امور تبلیغی رزمندگان منصوب شد. 

## درگذشت
کرمانی در مهر ۱۴۰۰ در قم درگذشت.